# Elam (persoon)
Elam (עֵילָם) was volgens de volkenlijst in Genesis 10:22 een van de vijf zoons van Sem, de zoon van Noach.
In de 1e eeuw schreef Flavius Josephus over een legendarisch, apocrief verhaal waarin wordt beweerd dat de zonen van Sem de stamvaders waren van verschillende volken, Elam van de Elamieten. Deze woonden in zuidoost Irak en stichtten de stad Susa, de oude hoofdstad van het Elamitische rijk. In de tijd van Abraham zou er een oorlog zijn geweest waaraan een koning van Elam deelnam (Genesis 14).